# Liste des sites classés et inscrits de la Somme
Cet article recense les sites protégés de la Somme, en France.

## Liste

### Sites classés
| Réf.  | Site                                                                                               | Communes | Type                        | Notes                                                                                             | Superficie (ha) | Date              | Coordonnées                      | Photo |
| ----- | -------------------------------------------------------------------------------------------------- | --- | --------------------------- | ------------------------------------------------------------------------------------------------- | --------------- | ----------------- | -------------------------------- | ----- |
| 80-12 | Double rangée de tilleuls dénommée « allée d'Arry »                                                | Arry | Pittoresque                 |                                                                                                   | 2,19            | 20 mai 1925       | 50° 16′ 42″ nord, 1° 44′ 04″ est |       |
| 80-14 | Arbre-chapelle de Monflières                                                                       | Bellancourt | Légendaire                  |                                                                                                   | 0,01            | 18 septembre 1926 | 50° 05′ 16″ nord, 1° 54′ 38″ est |       |
| 80-26 | L'arbre des mariages                                                                               | Lucheux | légendaire                  | Également appelé « arbre creux » ou « arbre des épousailles »                                     | 0,01            | 18 septembre 1926 | 50° 11′ 52″ nord, 2° 24′ 56″ est |       |
| 80-25 | Hêtre                                                                                              | Louvencourt | Pittoresque                 | Arbre planté dans le parc du château de Louvencourt, abattu en 1966                               | 0,01            | 25 mars 1930      | 50° 05′ 36″ nord, 2° 30′ 13″ est |       |
| 80-11 | Tilleul sur la place de l'église                                                                   | Argoules | Pittoresque                 |                                                                                                   | 0,01            | 8 janvier 1934    | 50° 20′ 30″ nord, 1° 50′ 07″ est |       |
| 80-19 | Hêtre dit « la Canne du Bois » dans le bois de Croixrault                                          | Croixrault | Pittoresque                 | Arbre abattu en 1981                                                                              | 0,01            | 24 janvier 1934   | 49° 47′ 07″ nord, 1° 59′ 22″ est |       |
| 80-20 | Gros chêne dans une clairière du bois de Dompierre                                                 | Dompierre-sur-Authie | Pittoresque                 |                                                                                                   | 0,01            | 29 janvier 1934   | 50° 19′ 15″ nord, 1° 56′ 43″ est |       |
| 80-15 | Cèdre dans le parc du château                                                                      | Bermesnil | Pittoresque                 | Arbre planté à la fin du XIXe siècle et abattu en 2009                                            | 0,01            | 7 février 1934    | 49° 53′ 59″ nord, 1° 43′ 56″ est |       |
| 80-18 | Deux platanes sur les pelouses du château de Monthières                                            | Bouttencourt | Pittoresque                 |                                                                                                   | 0,01            | 7 février 1934    | 49° 57′ 28″ nord, 1° 35′ 28″ est |       |
| 80-28 | Orme dit « l'arbre de belle vue » planté en bordure du chemin de Neuilly-l'Hôpital à Saint-Riquier | Millencourt-en-Ponthieu | Pittoresque                 | Arbre abattu vers le milieu du XXe siècle                                                         | 0,01            | 19 février 1934   | 50° 09′ 18″ nord, 1° 55′ 01″ est |       |
| 80-30 | Orme sur la place publique du hameau de Digeon                                                     | Morvillers-Saint-Saturnin                                                                                                  | Pittoresque                 | Arbre abattu en 1978                                                                              | 0,01            | 19 février 1934   | 49° 45′ 44″ nord, 1° 47′ 30″ est |       |
| 80-27 | L'arbre curieux dit aussi « la porte cochère » situé dans le bois de Watron                        | Lucheux | Pittoresque                 |                                                                                                   | 0,01            | 26 février 1934   | 50° 11′ 29″ nord, 2° 26′ 42″ est |       |
| 80-34 | Tilleul dit « arbre de la croix Notre-Dame »                                                       | Saint-Léger-lès-Domart | Pittoresque                 |                                                                                                   | 0,01            | 26 février 1934   | 50° 03′ 31″ nord, 2° 08′ 52″ est |       |
| 80-06 | Parc et bâtiments de l'évêché                                                                      | Amiens | Pittoresque                 |                                                                                                   | 1,34            | 3 décembre 1942   | 49° 53′ 42″ nord, 2° 18′ 12″ est |       |
| 80-01 | Les ruines du château des ducs de Luynes et leurs abords                                           | Airaines | Pittoresque                 |                                                                                                   | 0,95            | 14 janvier 1944   | 49° 57′ 54″ nord, 1° 56′ 24″ est |       |
| 80-16 | Église et cimetière de Rivière et leurs abords                                                     | Bettencourt-Rivière | Pittoresque                 |                                                                                                   | 0,12            | 4 juillet 1968    | 49° 59′ 41″ nord, 1° 58′ 41″ est |       |
| 80-39 | Le Marquenterre                                                                                    | Fort-Mahon-Plage, Le Crotoy, Quend, Saint-Quentin-en-Tourmont                                                              | Scientifique et Pittoresque |                                                                                                   | 9 725,9         | 18 septembre 1998 | 50° 17′ 51″ nord, 1° 33′ 43″ est |       |
| 80-40 | Pointe du Hourdel et cap Hornu                                                                     | Cayeux-sur-Mer, Lanchères, Pendé, Saint-Valery-sur-Somme                                                                   | Pittoresque                 |                                                                                                   | 3 050,02        | 24 juillet 2006   | 50° 12′ 28″ nord, 1° 33′ 01″ est |       |
| 80-41 | Mémoriaux de Thiepval et Beaumont-Hamel et leurs perspectives                                      | Auchonvillers, Authuille, Aveluy, Beaumont-Hamel, Grandcourt, Mesnil-Martinsart, Ovillers-la-Boisselle, Pozières, Thiepval | Historique                  | Comprend le mémorial de Thiepval, le mémorial terre-neuvien de Beaumont-Hamel et la tour d'Ulster | 2 395,1         | 22 août 2013      | 50° 03′ 30″ nord, 2° 40′ 37″ est |       |

### Sites inscrits
| Réf.  | Site | Communes | Type                      | Notes | Superficie (ha) | Date              | Coordonnées                      | Photo |
| ----- | --- | --- | ------------------------- | --- | --------------- | ----------------- | -------------------------------- | ----- |
| 80-17 | Avenue de hêtres réunissant la RN au château de Biencourt                                                        | Biencourt | Pittoresque               | | 2,75            | 19 mars 1934      | 49° 58′ 33″ nord, 1° 41′ 19″ est |       |
| 80-31 | Saule | Moyencourt | Pittoresque               | | 0,01            | 1er octobre 1934  | 49° 43′ 33″ nord, 2° 57′ 05″ est |       |
| 80-32 | Les abords du château et de l'église collégiale Saint-Martin                                                     | Picquigny | Pittoresque               | | 6,74            | 9 décembre 1942   | 49° 56′ 36″ nord, 2° 08′ 32″ est |       |
| 80-22 | Église Saint-Firmin de Croquoison et ses abords                                                                  | Heucourt-Croquoison | Pittoresque               | | 0,14            | 2 février 1944    | 49° 55′ 42″ nord, 1° 53′ 01″ est |       |
| 80-23 | Église Saint-Martin d'Heucourt et ses abords                                                                     | Heucourt-Croquoison | Pittoresque               | | 0,28            | 7 février 1944    | 49° 55′ 57″ nord, 1° 52′ 58″ est |       |
| 80-02 | Boulevards intérieurs et promenade de la Hotoie                                                                  | Amiens | Pittoresque               | | 69,28           | 18 septembre 1947 | 49° 53′ 41″ nord, 2° 17′ 05″ est |       |
| 80-03 | Cimetière de La Madeleine et plantation routière du CD n° 191                                                    | Amiens | Pittoresque               | | 18,2            | 18 septembre 1947 | 49° 54′ 39″ nord, 2° 17′ 01″ est |       |
| 80-05 | Étang Saint-Pierre et ses abords                                                                                 | Amiens | Pittoresque               | | 6,13            | 18 septembre 1947 | 49° 53′ 47″ nord, 2° 18′ 25″ est |       |
| 80-07 | Parc privé de la propriété sise au n° 1 rue Gloriette                                                            | Amiens | Pittoresque               | | 0,38            | 18 septembre 1947 | 49° 53′ 35″ nord, 2° 18′ 25″ est |       |
| 80-08 | Place du Don, marché sur l'eau et leurs abords                                                                   | Amiens | Pittoresque               | | 3,32            | 18 septembre 1947 | 49° 53′ 45″ nord, 2° 18′ 12″ est |       |
| 80-29 | Allée de tilleuls du château                                                                                     | Molliens-au-Bois | Pittoresque               | | 1,71            | 11 septembre 1950 | 49° 59′ 29″ nord, 2° 23′ 02″ est |       |
| 80-10 | Bois de Cise | Ault | Pittoresque               | | 44,89           | 22 juin 1959      | 50° 05′ 08″ nord, 1° 25′ 43″ est |       |
| 80-35 | Saint-Valery-sur-Somme, le cap Hornu et leurs abords                                                             | Saint-Valery-sur-Somme | Historique et Pittoresque | | 140,46          | 26 juillet 1965   | 50° 08′ 21″ nord, 1° 37′ 48″ est |       |
| 80-16 | Église et cimetière de Rivière et leurs abords                                                                   | Bettencourt-Rivière | Pittoresque               | | 0,93            | 4 juillet 1968    | 49° 59′ 41″ nord, 1° 58′ 41″ est |       |
| 80-09 | Quartier Saint-Leu, étang Saint-Pierre, hortillonnages                                                           | Amiens, Camon, Rivery | Pittoresque               | | 235,46          | 4 avril 1972      | 49° 54′ 00″ nord, 2° 19′ 39″ est |       |
| 80-13 | Motte féodale | Bailleul | Historique                | | 18,8            | 25 mars 1973      | 50° 01′ 31″ nord, 1° 51′ 24″ est |       |
| 80-21 | Motte féodale | Fressenneville | Historique                | | 2,52            | 25 mars 1973      | 50° 04′ 25″ nord, 1° 34′ 46″ est |       |
| 80-37 | Motte féodale | Le Translay | Historique                | | 0,92            | 25 mars 1973      | 49° 58′ 05″ nord, 1° 40′ 46″ est |       |
| 80-38 | Motte féodale | Vismes | Historique                | | 6,57            | 25 mars 1973      | 50° 00′ 53″ nord, 1° 40′ 59″ est |       |
| 80-04 | Ensemble formé par les façades et toitures des rues Porion, Adéodat-Lefèvre, Metz-l'Évéque et place Saint-Michel | Amiens | Pittoresque               | | 1,06            | 10 mai 1973       | 49° 53′ 38″ nord, 2° 18′ 12″ est |       |
| 80-24 | Le littoral picard                                                                                               | Boismont, Brutelles, Cayeux-sur-Mer, Le Crotoy, Favières, Fort-Mahon-Plage, Lanchères, Noyelles-sur-Mer, Pendé, Ponthoile, Quend, Saint-Quentin-en-Tourmont, Saint-Valery-sur-Somme, Woignarue | Pittoresque               | Quatre zones distinctes, s'étendant sur le Marquenterre, le hâble d'Ault, la pointe du Hourdel, le cap Hornu, la baie de Somme et la baie de l’Authie | 8 054,42        | 20 janvier 1975   | 50° 13′ 53″ nord, 1° 36′ 24″ est |       |
| 80-36 | Ensemble formé par le village, le château et son parc, l'église et les gisants ainsi que les voies adjacentes    | Suzanne | Pittoresque               | | 188,63          | 14 octobre 1980   | 49° 56′ 54″ nord, 2° 45′ 57″ est |       |
| 80-33 | Le parc du château, la ferme, ses annexes et les quatre perspectives                                             | Ribeaucourt | Pittoresque               | | 20,89           | 30 mars 1982      | 50° 07′ 12″ nord, 2° 06′ 59″ est |       |